# Krajowe rekordy w długości skoku narciarskiego kobiet

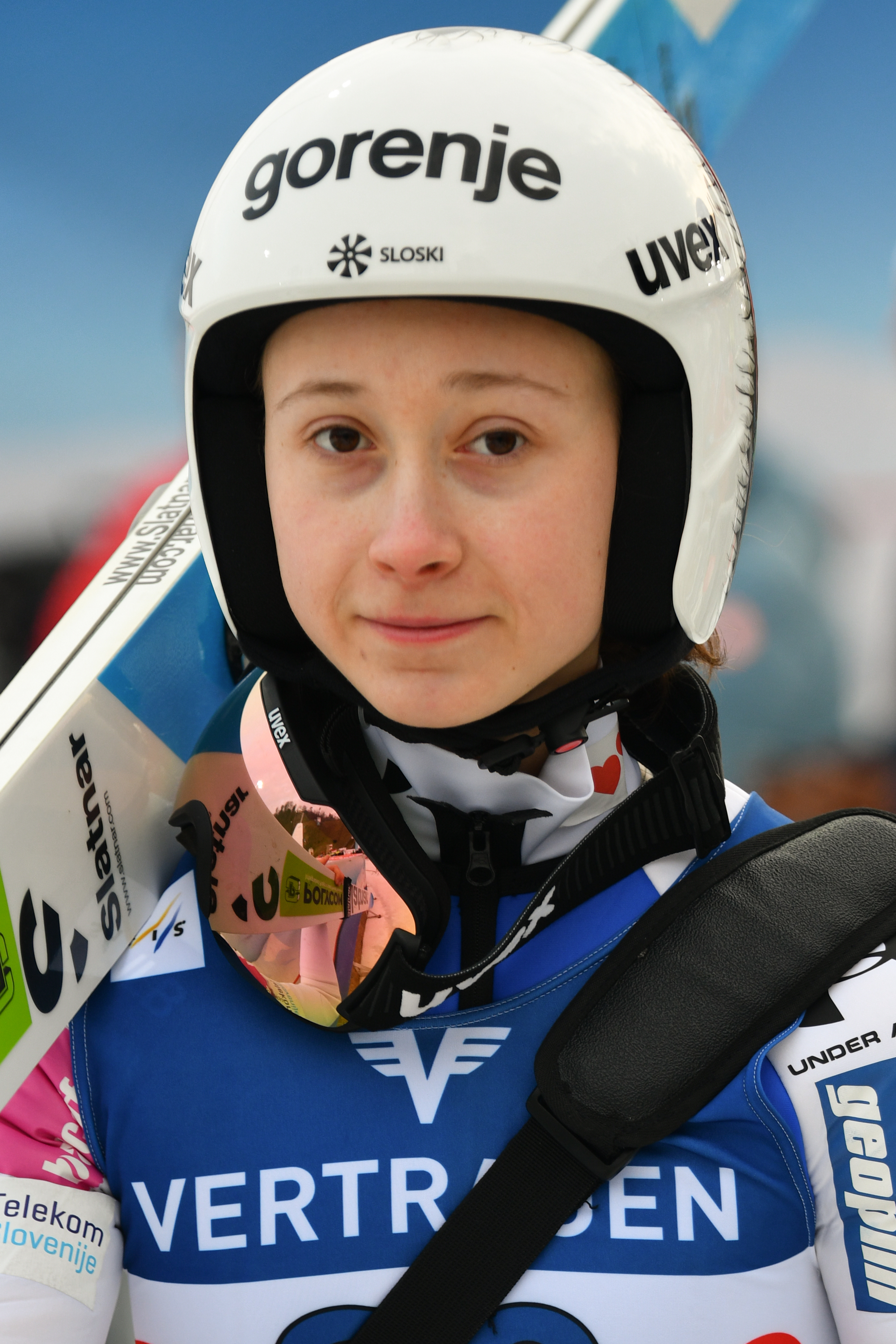
Nika Prevc – rekordzistka świata w długości skoku narciarskiego kobiet (236 m)

Krajowe rekordy w długości skoku narciarskiego kobiet – zestawienie oficjalnych i nieoficjalnych rekordów krajowych ustanowionych przez kobiety.
Większość z nich ustanowiona została na skoczniach dużych bądź normalnych, jednakże część na skoczniach mamucich w Vikersund i Bad Mitterndorf.

## Rekordy i rekordzistki krajów
Poniższa lista przedstawia zestawienie rekordów krajowych poszczególnych państw uszeregowanych pod względem uzyskanych odległości.
| Lp. | Kraj              | Zawodniczka            | Rekord  | Miejscowość            | Skocznia                   | Data          | Okoliczności                                                                        | Uwagi               |
| --- | ----------------- | ---------------------- | ------- | ---------------------- | -------------------------- | ------------- | ----------------------------------------------------------------------------------- | ------------------- |
| 1.  | Słowenia          | Nika Prevc             | 236,0 m | Vikersund              | Vikersundbakken            | 14.03.2025    | Trening przed konkursem indywidualnym Pucharu Świata                                | [ 1 ]               |
| 2.  | Norwegia          | Silje Opseth           | 230,5 m | Vikersund              | Vikersundbakken            | 17.03.2024    | Konkurs indywidualny Pucharu Świata                                                 | [ b ] [ 2 ]         |
| 3.  | Kanada            | Alexandria Loutitt     | 225,0 m | Vikersund              | Vikersundbakken            | 19.03.2023    | Konkurs skoków FIS/Raw Air                                                          | [ 3 ]               |
| 4.  | Austria           | Lisa Eder              | 205,5 m | Vikersund              | Vikersundbakken            | 15.03.2025    | Seria próbna przed konkursem indywidualnym Pucharu Świata                           | [ 4 ]               |
| 4.  | Japonia           | Yūki Itō               | 205,5 m | Vikersund              | Vikersundbakken            | 16.03.2025    | Seria próbna przed konkursem indywidualnym Pucharu Świata                           | [ 5 ]               |
| 6.  | Niemcy            | Selina Freitag         | 202,0 m | Vikersund              | Vikersundbakken            | 14.03.2025    | Trening przed konkursem indywidualnym Pucharu Świata                                | [ 1 ]               |
| 7.  | Finlandia         | Jenny Rautionaho       | 199,0 m | Vikersund              | Vikersundbakken            | 14.03.2025    | Trening przed konkursem indywidualnym Pucharu Świata                                | [ 1 ]               |
| 8.  | Francja           | Joséphine Pagnier      | 181,0 m | Vikersund              | Vikersundbakken            | 17.03.2024    | Konkurs indywidualny Pucharu Świata                                                 | [ 2 ]               |
| 9.  | Szwecja           | Helena Olsson Smeby    | 174,5 m | Vikersund              | Vikersundbakken            | 07.03.2004    | Trening                                                                             | [ 6 ]               |
| 10. | Stany Zjednoczone | Lindsey Van            | 171,0 m | Vikersund              | Vikersundbakken            | 06.03.2004    | Trening                                                                             | [ 7 ]               |
| 11. | Włochy            | Lara Malsiner          | 158,5 m | Vikersund              | Vikersundbakken            | 16.03.2025    | Seria próbna przed konkursem indywidualnym Pucharu Świata                           | [ 5 ]               |
| 12. | Rosja             | Aleksandra Kustowa     | 150,0 m | Willingen              | Mühlenkopfschanze          | 30.01.2022    | Konkurs indywidualny Pucharu Świata                                                 | [ 8 ]               |
| 13. | Polska            | Kinga Rajda            | 134,0 m | Planica                | Bloudkova velikanka        | grudzień 2019 | Trening                                                                             | [ 9 ]               |
| 14. | Szwajcaria        | Bigna Windmüller       | 133,0 m | Oberstdorf             | Schattenbergschanze        | 2008          | Trening                                                                             | [ 10 ]              |
| 14. | Chiny             | Zeng Ping              | 133,0 m | Krasnaja Polana        | Russkije Gorki             | 27.07.2025    | Międzynarodowy konkurs skoków narciarskich                                          | [ 11 ]              |
| 16. | Słowacja          | Kira Mária Kapustíková | 129,0 m | Zakopane               | Wielka Krokiew             | 09.11.2023    | Trening                                                                             | [ 12 ]              |
| 17. | Czechy            | Karolína Indráčková    | 125,5 m | Bischofshofen          | Paul-Ausserleitner-Schanze | 18.01.2025    | Konkurs Pucharu Interkontynentalnego                                                | [ 13 ]              |
| 18. | Rumunia           | Daniela Haralambie     | 123,5 m | Lillehammer            | Lysgårdsbakken             | 12.03.2019    | Konkurs indywidualny Pucharu Świata                                                 | [ 14 ]              |
| 19. | Kazachstan        | Walentina Sdierżykowa  | 120,5 m | Czajkowskij            | Snieżynka                  | 09.09.2018    | Seria próbna przed konkursem indywidualnym Letniego Grand Prix                      | [ 15 ]              |
| 20. | Węgry             | Virág Vörös            | 120,0 m | Planica                | Bloudkova velikanka        | styczeń 2020  | Trening                                                                             | [ 16 ]              |
| 21. | Ukraina           | Żanna Hłuchowa         | 115,0 m | Zakopane               | Wielka Krokiew             | 11.01.2025    | Seria próbna przed konkursem indywidualnym mistrzostw Polski w skokach narciarskich | [ 17 ]              |
| 22. | Kosowo            | Sophie Sorschag        | 111,0 m | Garmisch-Partenkirchen | Große Olympiaschanze       | 30.12.2023    | Trening przed konkursem indywidualnym Pucharu Świata                                | [ c ] [ 18 ] [ 19 ] |
| 23. | Holandia          | Wendy Vuik             | 107,0 m | Oslo                   | Holmenkollbakken           | 17.03.2013    | Konkurs indywidualny Puchar Świata                                                  | [ 20 ]              |
| 23. | Korea Południowa  | Park Guy-lim           | 107,0 m | Lillehammer            | Lysgårdsbakken             | 06.12.2019    | Kwalifikacje do konkursu indywidualnego Pucharu Świata                              | [ 21 ]              |
| 25. | Wielka Brytania   | Mani Cooper            | 96,0 m  | b.d.                   | b.d.                       | b.d.          | Trening                                                                             | [ 22 ]              |
| 26. | Estonia           | Annemarii Bendi        | 94,0 m  | Otepää                 | Tehvandi                   | 25.01.2019    | Konkurs indywidualny mistrzostw juniorów krajów nordyckich                          | [ 23 ]              |
| 27. | Łotwa             | Aelita Krasiļščikova   | 90,5 m  | Oberhof                | Rennsteigschanze           | 08.03.2025    | Konkurs Alpen Cup                                                                   | [ 24 ]              |
| 28. | Liechtenstein     | Alina Büchel           | 80,0 m  | Tschagguns             | Montafoner Schanzenzentrum | 29.01.2022    | Konkurs Austria Cup                                                                 | [ 25 ]              |
| 29. | Białoruś          | Alisa Pawlukiewicz     | 79,5 m  | Krasnaja Polana        | Russkije Gorki             | 27.07.2025    | Międzynarodowy konkurs skoków narciarskich                                          | [ 11 ] [ 26 ]       |
| 30. | Gruzja            | Esmeralda Gobozowa     | 66,5 m  | Villach                | Villacher Alpenarena       | 19.02.2023    | Seria próbna przed konkursem FIS Cup                                                | [ 27 ]              |
| 31. | Bułgaria          | Weseła Karadimowa      | 53,0 m  | Planica                | Planica Nordic Centre      | 20.07.2024    | Konkurs w ramach FIS Development Camp                                               | [ 28 ]              |
| 32. | Chorwacja         | Katica Šporer-Tošić    | 28,0 m  | Delnice                | Japlensky Vrh              | 1957          | Lokalny konkurs skoków narciarskich                                                 | [ d ] [ 29 ] [ 30 ] |
| 33. | Islandia          | Nanna Þormóðs          | 7,0 m   | Siglufjörður           | b.d.                       | 29.03.1931    | Lokalny konkurs skoków narciarskich                                                 | [ 31 ]              |
| 34. | Dania             | Anne Kjelland          | 6,6 m   | Holte                  | Ørholmbakken               | 26.02.1933    | b.d.                                                                                | [ 32 ]              |